# Mahaica
Mahaica, également appelée Mahaica Village, est une ville située dans la région 4 de Demerara-Mahaica au Guyana. 
Sa population en 2005 est de l'ordre de 5 000 habitants ce qui fait de Mahaica l'une des dix villes les plus peuplées du pays.

## Personnalités
- David Rose a grandi dans la ville de Mahaica.